# A Box of Dreams
A Box of Dreams è un cofanetto, a tiratura limitata, della musicista irlandese Enya, distribuito nel 1997, contenente 3 CD ed un libretto illustrato, con degli scritti di Roma Ryan.
I tre dischi sono intitolati ciascuno come Ocean, Clouds e Stars e raccolgono in tutto 46 brani scelti, a partire dall'album di debutto Enya, del 1987, fino a "The Memory of Trees".
Non c'è materiale inedito nel set, ma alcune B-side: Morning Glory, Oriel Window, Willows on the Water ed Eclipse (versione riarrangiata di Deireadh An Tuath).
Inoltre sono presenti anche i due inediti Only If... e Paint the Sky with Stars, pubblicati per il Best of di Enya, Paint the Sky with Stars.
Sono cantate cinque lingue: inglese, gaelico, latino, francese e spagnolo.
La parte grafica del cofanetto è concettualmente in stretta relazione con la parte grafica della raccolta Paint the Sky with Stars.

## Tracce

### Disco 1:Oceans
1. Orinoco Flow - 4:26
2. Caribbean Blue - 3:58
3. Book of Days - 2:57
4. Anywhere Is - 3:46
5. Only If... - 3:20
6. The Celts - 2:57
7. Cursum Perficio - 4:05
8. I Want Tomorrow - 4:02
9. China Roses - 4:38
10. Storms in Africa - 4:12
11. Pax Deorum - 5:00
12. The Longships - 3:34
13. Ebudae - 1:52
14. On My Way Home - 3:38
15. Boadicea - 3:32

### Disco 2:Clouds
1. Watermark - 2:29
2. Portrait (Out of the Blue) - 3:15
3. Miss Clare Remembers - 1:57
4. Shepherd Moons - 3:41
5. March of the Celts - 3:20
6. Lothlorien - 2:09
7. From Where I Am - 2:25
8. Afer Ventus - 4:09
9. Oriel Window - 2:24
10. River - 3:11
11. Tea-House Moon - 2:45
12. Willows on the Water - 3:03
13. Morning Glory - 2:30
14. No Holly for Miss Quinn - 2:45
15. The Memory of Trees - 4:18

### Disco 3:Stars
1. Evening Falls... - 3:48
2. Paint the Sky with Stars - 4:18
3. Angeles - 4:03
4. Athair Ar Neamh - 3:44
5. La Soñadora - 3:40
6. Aldebaran - 3:08
7. Deireadh an Tuath - 1:46
8. Eclipse - 1:34
9. Exile - 4:20
10. On Your Shore - 3:59
11. Evacuee - 3:52
12. Marble Halls - 3:57
13. Hope Has a Place - 4:51
14. The Sun in the Stream - 2:58
15. Na Laetha Geal M'Óige - 3:59
16. Smaointe... - 6:08

## Produzione
- Musica composta da Enya
- Testi di Roma Ryan
- Prodotto da Nicky Ryan